# Fluor-18
Fluor-18 of 18F is een radioactieve isotoop van fluor, een halogeen. De isotoop komt van nature niet op Aarde voor.
Fluor-18 ontstaat bij het radioactief verval van neon-18.

## Radioactief verval
Fluor-18 vervalt door β+-verval tot de stabiele isotoop zuurstof-18:
{\displaystyle {\ce {{^{18}_{9}F}->{^{18}_{8}O}+{e^{+}}+{\nu }_{e}}}}
De halveringstijd bedraagt 109,771 minuten.

## Toepassingen
Het radioactief verval van fluor-18 wordt gebruikt in de nucleaire geneeskunde (bij medische beeldvorming aan de hand van positronemissietomografie). Met zuurstof-18 verrijkt water wordt in een cyclotron of een andere deeltjesversneller gebombardeerd met waterstofionen, zodat fluor-18 ontstaat. Deze isotoop wordt ingebouwd in fluordeoxyglucose, dat aan de patiënt wordt toegediend. 18F-Florbetapir is zo'n middel dat wordt geïnjecteerd voor het maken van een PET-scan. Fluor-18 kan ook worden ingebouwd in andere tracers zoals in F18-DOPA, dat gebruikt wordt in het onderzoek naar de ziekte van Parkinson.
14F · 15F · 16F · 17F · 18F · 18mF · 19F · 20F · 21F · 22F · 23F · 24F · 25F · 26F · 27F · 28F · 29F · 30F · 31F